# زدينكو كول
زدينكو كول (مواليد 21 مايو 1966) هو لاعب شطرنج كرواتي . يحمل لقب الأستاذ الكبير وكان بطل أوروبا 2006.

## مهنة الشطرنج
ولد في بلدة في شمال غرب البوسنة بيهاتش (سابقاً جمهورية يوغوسلافيا الاشتراكية الاتحادية )، منح كول لقب غراند ماستر من قبل الإتحاد الدولي للشطرنج في عام 1989. في عامي 1989 و 1990 ، فاز كول ببطولات يوغوسلافية متتالية. أيضا في عام 1990 ، فاز كول بالميدالية البرونزية مع الفريق اليوغوسلافي في أولمبياد الشطرنج في نوفي ساد .
بعد تفكك يوغوسلافيا ، لعب كول مع البوسنة والهرسك ، وكان جزءًا من المنتخب البوسني في أولمبياد 1992. في عام 1993 ، استقر كول ، وهو من أصل كرواتي ، في كرواتيا ، حيث يمثل ذلك البلد. في عام 1995 فاز ببطولة مفتوحة في زادار .  في عام 1999 ، جاء في المركز الأول في بطولة نوفا جوريكا المفتوحة الرابعة. في عام 2003 ، فاز بالنصب التذكاري الحادي عشر لفاسيا بيرك في ماريبور .

## روابط خارجية
- Zdenko Kožul
- ألعاب Zdenko Kožul في 365Chess.com
- Zdenko Kožul في Chessmetrics